# Ivo de Vreede
Ivo de Vreede (11 mei 1999) is een Nederlands basketballer.

## Carrière
de Vreede speelde in de jeugd bij BV Squirrels, Lokomotief en Orange Lions Academy. In 2020 maakte hij zijn debuut voor Spirou Charleroi in de Belgische competitie. In zijn eerste seizoen kreeg hij veel speelkansen maar in zijn tweede seizoen kwam hij amper nog aan spelen toe. In 2022 maakte hij de terugkeer naar Nederland en tekende bij Feyenoord Basketbal. In de zomer van 2023 verlengde hij er zijn contract.